# Benedito Zorzi
Benedito Zorzi (Nova Pádua, 27 de maio de 1908 — Caxias do Sul, 2 de dezembro de 1988) foi um bispo católico da Diocese de Caxias do Sul.
Filho de Arcângelo Zorzi e Libera Carli Zorzi, iniciou seus estudos no Seminário Central Nossa Senhora da Conceição, em São Leopoldo. Foi ordenado sacerdote por Dom Joaquim Ferreira de Melo, bispo de Pelotas, em Nova Pádua, no dia 30 de novembro de 1933. Pertencendo ao clero diocesano de Pelotas, exerceu seu ministério presbiteral como pároco da Paróquia São José, da Estação Engenheiro Ivo Ribeiro, hoje município de Pedro Osório, de 1934 a 1939. Foi o primeiro reitor do Seminário São Francisco de Paula, de Pelotas, de 1939 a 1946. 
Foi nomeado bispo de Ilhéus em 1946 e sagrado no dia 30 de novembro de 1946 por Dom Antônio Zattera, em Pelotas. Em 12 de janeiro de 1947 assumiu o governo pastoral da Diocese de Ilhéus. Neste local fundou na própria casa o Seminário Menor de São Jorge, promoveu o Congresso das Vocações Sacerdotais, a vinda dos padres Passionistas e das Irmãs dos Pobres de Santa Catarina de Sena e a construção do Seminário no Fundão, e editou o jornal A Voz de Ilhéus. Foi louvado pelo padre José Gonçalves de Oliveira pelas suas qualidades de organizador, construtor e missionário. Segundo Oslan Ribeiro, "a concepção e construção do Seminário Diocesano de São Jorge dos Ilhéus foi a maior marca do pastoreio de dom Benedito Zorzi na diocese. Sua construção foi fruto de intensa campanha, com envio de donativos pelas paróquias. [...] Seus focos eram o cuidado e a necessidade de vocações sacerdotais, de ter uma casa formadora na diocese para tal fim, e com luta conseguiu inaugurá-la antes de sua saída definitiva de Ilhéus".
Transferido para a Diocese de Caxias do Sul em 24 de junho de 1952, tomou posse no dia 6 de dezembro do mesmo ano. Foi um dos responsáveis pela vinda de Aldo Locatelli para decorar a Igreja de São Pelegrino, onde o artista deixou sua obra-prima em um grande ciclo de afrescos e telas. Foi um forte apoiador dos movimentos missionários e um dos criadores do Centro de Evangelização e Catequese, que segundo Ramone Mincato "nasceu como resposta à repressão militar ao movimento catequético". Muito interessado pela educação, fundou através da Mitra Diocesana a Faculdade de Ciências Econômicas, com os cursos de Administração, Economia e Ciências Contábeis, e a Faculdade de Filosofia, com os cursos de Filosofia, Pedagogia, Letras, História e Geografia. Essas iniciativas preparavam a criação de uma universidade regional, que o bispo já vislumbrara, e como membro do Conselho Pró-Faculdades de Caxias do Sul e presidente da Associação Universidade de Caxias do Sul foi um dos principais promotores da sua fundação, reunindo essas e outras faculdades antes independentes. Após a fundação, assumiu uma cadeira no Conselho Universitário. Para Eliana Xerri, "a presença da Mitra Diocesana como uma das entidades que defendeu a criação da Universidade da Serra [...] representou não apenas a presença da Igreja Católica, mas também, a sua preocupação em contribuir e marcar espaço no que tange ao desenvolvimento regional. [...] É possível assinalar a presença permanente e atuante da Igreja Católica no processo de instalação e consolidação do Ensino Superior na região". Foi um dos idealizadores da Rádio Miriam, que divulga assuntos gerais mas dá ênfase à difusão da fé e da devoção a Nossa Senhora de Caravaggio.
Foi padre conciliar do Concílio Vaticano II, do qual participou ativa e integralmente. Aos 26 de maio de 1983 tornou-se bispo emérito, pela aceitação de sua renúncia, e desempenhou o cargo de Vigário Episcopal dos Santuários Diocesanos de Caxias do Sul. Faleceu repentinamente ao entardecer do dia 2 de dezembro de 1988, no Santuário Diocesano de Nossa Senhora de Caravaggio, onde residia. Seu nome batiza uma rua em Caxias e a Medalha Mérito Educação Dom Benedito Zorzi, concedida pela Universidade de Caxias do Sul. Em pesquisa de opinião desenvolvida em 1999 junto a 100 líderes comunitários de diferentes áreas por acadêmicos do Curso de Jornalismo da Universidade de Caxias do Sul, foi eleito uma das 30 Personalidades de Caxias do Sul — Destaques do Século XX.